# Беятлы, Яхья Кемаль
Яхья Кемаль Беятлы (тур. Yahya Kemal Beyatlı; при рождении Ахмет Агях; 2 декабря 1884 — 1 ноября 1958) — турецкий поэт и писатель, а также как политик и дипломат.

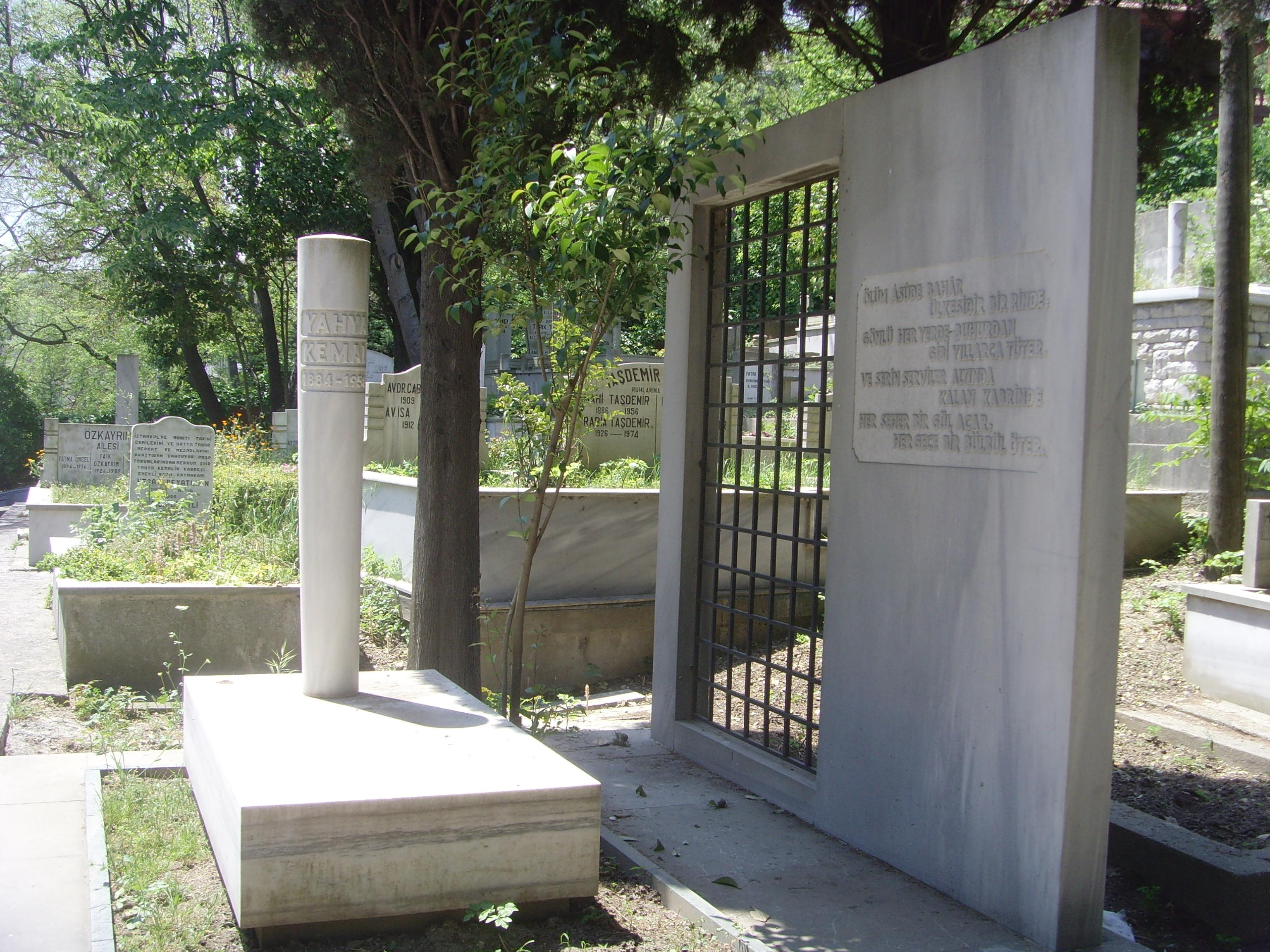
Могила на кладбище Ашиян

## Биография
Яхья Кемаль родился как Ахмет Агях 2 декабря 1884 года в Скопье, тогда в вилайете Косово в Османской империи. Он писал под такими псевдонимами как Агях Кемаль, Есрар, Мехмет Агях и Сулейман Сади. Он происходил из известной семьи, чьи корни восходят к Османскому двору, и учился в различных частных школах.
Принимал участие в различных антиправительственных движениях против режима султана Абдул-Хамида II. Чтобы избежать ареста он отправился в Париж в 1903 году. Там он учился в Высшей школе общественных наук и в Сорбонне. Во время своего пребывания за границей он встречался с другими ссыльными турецкими интеллектуалами, политиками и писателями. Он много путешествовал по Европе и был подвержен влиянию различных культур. Он развивал своё увлечение литературой, находился под влиянием французского романтизма. В конце концов он решил стать поэтом и начал с изучения исторических трудов поэтов французского «Парнаса». А дальнейшем он искал способ оживить турецкую диванную поэзию, стремясь создавать ровные и чистые поэтические строки.
Поэзия Яхьи Кемаля находилась под влиянием турецкой музыки. Объясняя внутренний ритм поэтического языка, он использовал музыкальные термины, такие как Tınnet, которые обозначают музыкальные значение звуков или слов, ритм стихотворения.
Писал в основном в жанре газели. Центральная мысль, которая проходит через стихи и прозу Беятлы заключается в том, что турецкая нация сформирована потом и слезами центра страны. Даже его любовные стихи включали стилизованные исторические и культурные ценности. Ещё одна особенность поэзии Беятлы — это почти женская чувствительность, которую он проявлял к исламу.
После возвращения в Стамбул в 1912 году, Яхья Кемаль уже был известен там как поэт. С 1915 по 1923 год преподавал в Стамбульском университете. В качестве члена республиканской партии, Беятлы избирался членом парламента от провинций Урфа (1923—1926), Йозгат (1934), Текирдаг и Стамбул (1943). После вступления в силу закона о фамилиях в 1934 году, он взял фамилию «Беятлы».
В 1926 году он был назначен послом в Польшу, и оставался на этой должности до 1929 года. Он был послом в Португалии с 1930 по 1932 год, также выступал в качестве чрезвычайного Посланника и Полномочного министра в Мадриде. В 1947 году он был назначен первым турецким послом в Пакистане. После этого назначения его здоровье стало ухудшаться, и он вернулся в Турцию в 1949 году.
Он умер 1 ноября 1958 года в Стамбуле и был похоронен на кладбище Ашиян.

## Сочинения
- Kendi Gök Kubbemiz (1961)
- Eski Şiirin Rüzgârıyla (1962)
- Rubailer ve Hayyam’ın Rubailerini Türkçe Söyleyiş (1963)
- Edebiyata Dair
- Aziz İstanbul (1964)
- Eğil Dağlar
- Tarih Musahabeleri
- Siyasi Hikayeler
- Siyasi ve Edebi Portreler
- Çocukluğum, Gençliğim, Siyasi ve Edebi Hatıralarım
- Mektuplar-Makaleler
- Bitmemiş Şiirler
- Pek Sevgili Beybabacığım Yahya Kemal’den Babasına Kartpostallar, YKY, İstanbul, 1998.
- Gemi Elli Yıldır Sessiz: Özel Mektupları ve Yazışmalarıyla Ölümünün 50. Yılında Yahya Kemal